# پنج معمار نیویورکی

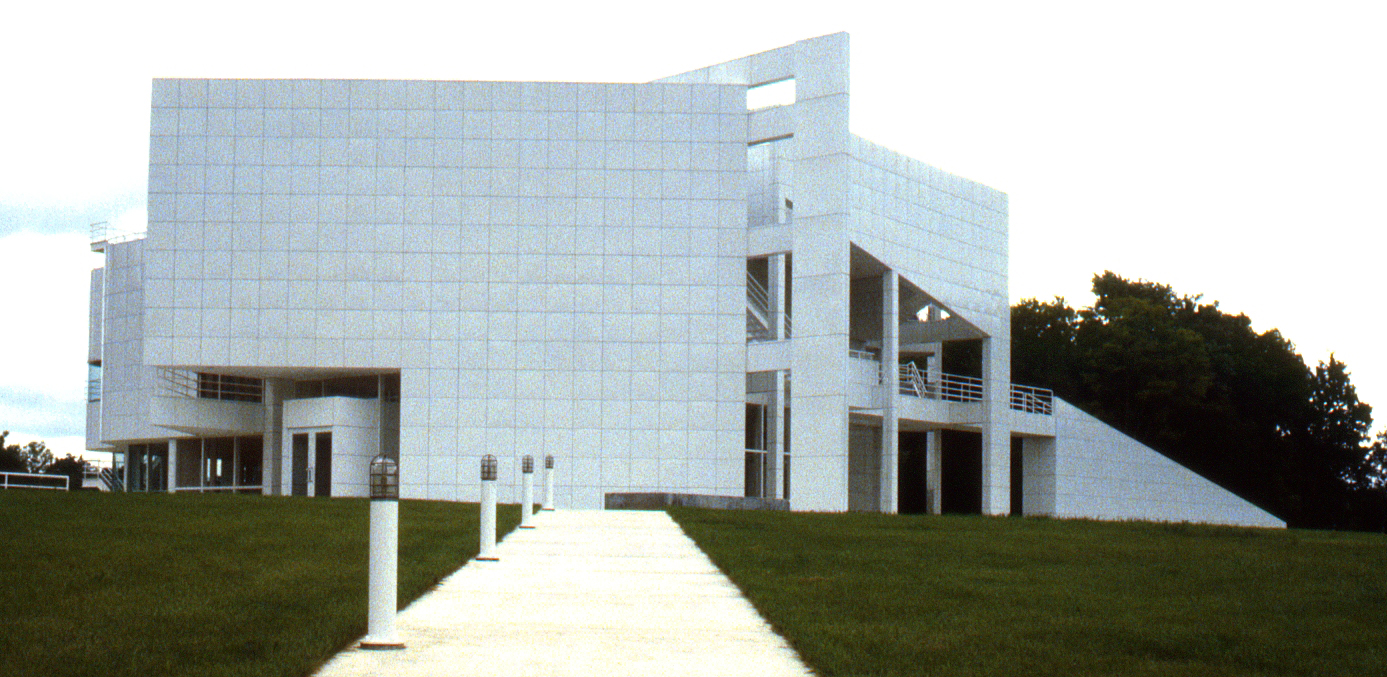
ساختمانی بر اساس همین معماری

پنج معمار نیویورکی (به انگلیسی: The New York Five) در تاریخ معماری آمریکا به گروهی شامل پنج معمار از شهر نیویورک (پیتر آیزنمن، مایکل گریوز، چارلز گواتمی، جان هیدوک و ریچارد مایر) اشاره می‌کند که کار آن‌ها موضوع جلسهٔ CASE (کمیته معماران برای مطالعات محیطی) در موزه هنر مدرن بود، که توسط آرتور درکسلر و کالین روو در سال ۱۹۶۹ برگزار شد و در کتابی که متعاقباً پنج معمار نام گرفت، در سال ۱۹۷۲ توسط نشر ویتنبورن، و سپس توسط نشر آکسفورد در سال ۱۹۷۵ منتشر شد.